# Тури (Кјети)
Тури је насеље у Италији у округу Кјети, региону Абруцо.
Према процени из 2011. у насељу је живело 82 становника. Насеље се налази на надморској висини од 253 м.